# Blanzac-Porcheresse
Blanzac-Porcheresse ist eine Ortschaft und eine ehemalige französische Gemeinde mit 733 Einwohnern (Stand: 1. Januar 2018) im Département Charente in der Region Nouvelle-Aquitaine. Sie gehörte zum Arrondissement Angoulême und zum Kanton Charente-Sud. 

## Geografie
Blanzac-Porcheresse liegt am Fluss Né, etwa 22 Kilometer von Angoulême entfernt und ist ein Knotenpunkt im Netz der Départementsstraßen. Der Ort grenzt im Norden an Champagne-Vigny, im Nordosten an Bécheresse, im Osten an Pérignac, im Südosten an Saint-Léger, im Süden an Cressac-Saint-Genis, im Südwesten an Bessac und Saint-Aulais-la-Chapelle, im Westen an Péreuil und im Nordwesten an Aubeville.

## Geschichte
Die vormalige Gemeinde Blanzac-Porcheresse entstand im Jahr 1973 und schloss damals die Gemarkung der zuvor eigenständigen Gemeinde Porcheresse als Commune associée ein.
Mit Wirkung vom 1. Januar 2017 wurden die früheren Gemeinden Blanzac-Porcheresse und Cressac-Saint-Genis zur Commune nouvelle mit dem Namen Côteaux du Blanzacais zusammengelegt und haben in der neuen Gemeinde den Status einer Commune déléguée inne. Der Verwaltungssitz befindet sich im Ort Blanzac-Porcheresse.

## Bevölkerungsentwicklung
| Jahr      | 1962 | 1968 | 1975  | 1982 | 1990 | 1999 | 2007 | 2018 |
| --------- | ---- | ---- | ----- | ---- | ---- | ---- | ---- | ---- |
| Einwohner | 817  | 852  | 1.004 | 874  | 819  | 836  | 823  | 733  |

## Sehenswürdigkeiten
- Kirche Saint Arthémy in Blanzac
- Kirche Porcheresse

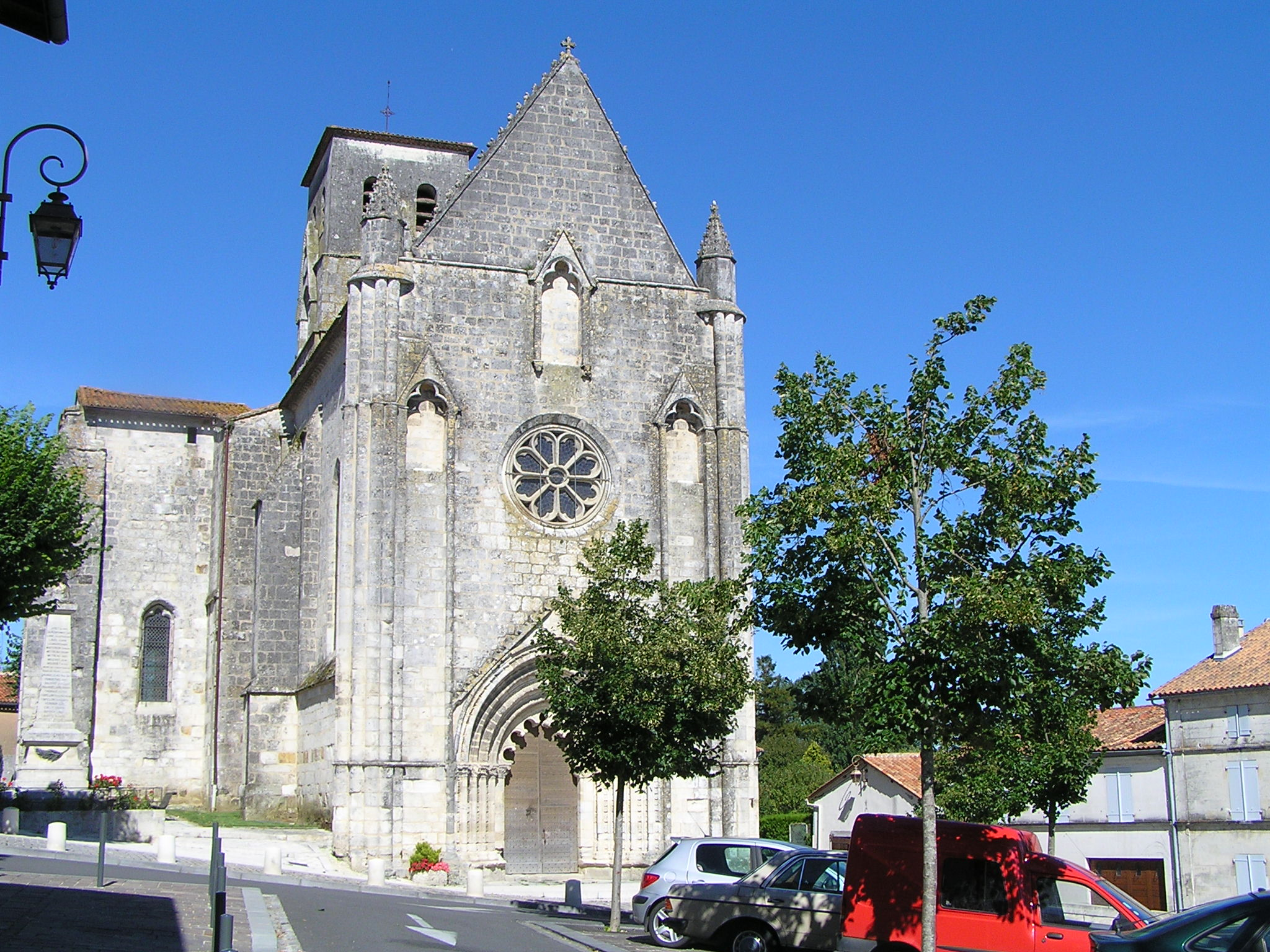
Kirche Saint-Arthémy
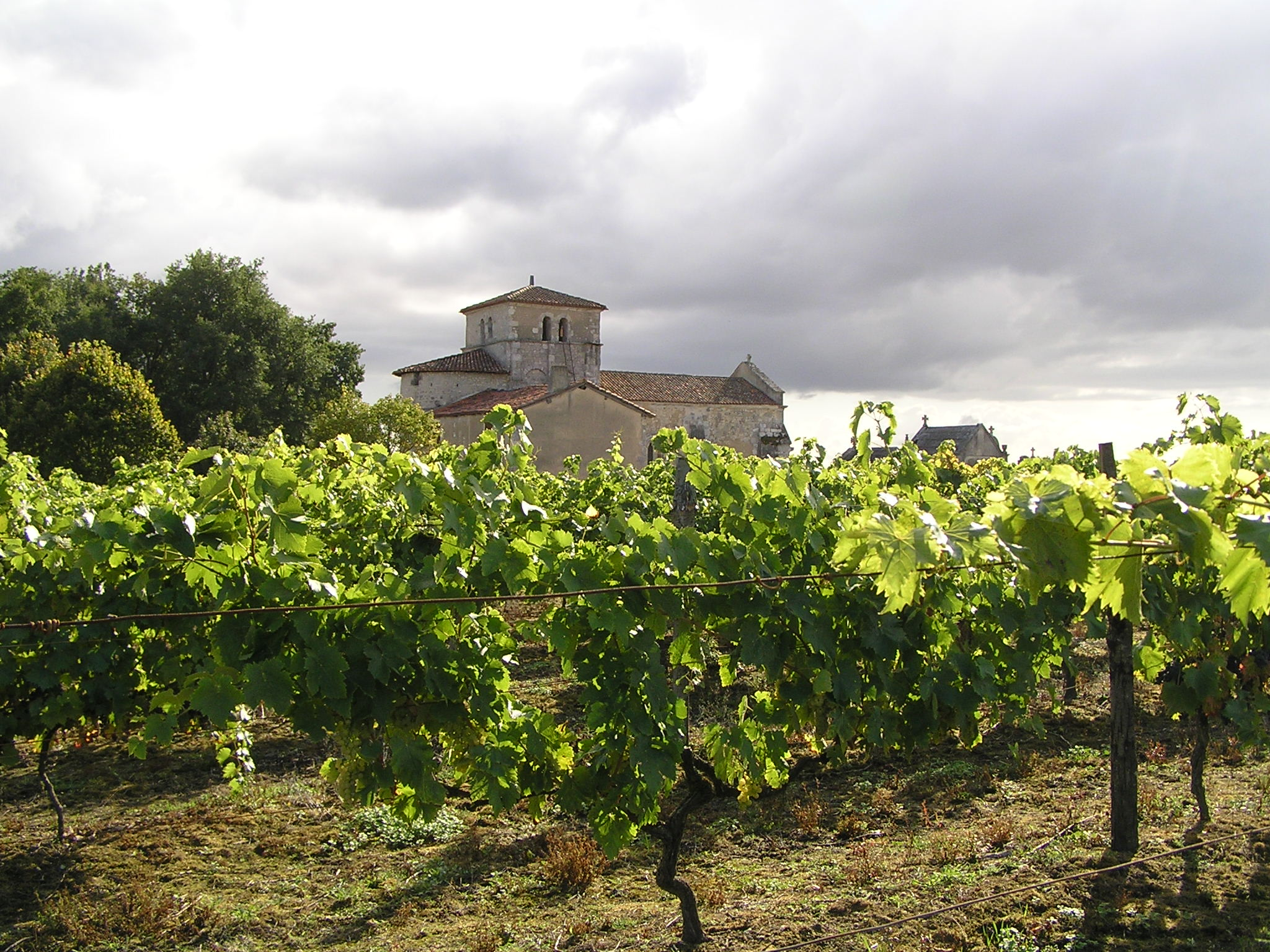
Kirche Porcheresse

## Persönlichkeiten
Blanzac-Porcheresse ist der Geburtsort von:
- Charles Favre († 1553), Theologe und evangelischer Märtyrer